# Koszarawa (řeka)
Koszarawa je horská řeka, pravý přítok řeky Soły v Polsku ve Slezském vojvodství v okrese Źywiec. Její délka je 33,7 km, plocha povodí je 64,30 km².

## Popis
Prameny se nacházejí na západním svahu hory Jałowce (1113 m n. m.), další zdroje stékají ze severozápadních svahů průsmyku Przełęcz Sucha a severovýchodních svahů hory Lachów Groń (1045 m n. m.). Nejvýše položený zdroj je ve výšce kolem 1000 metrů. Nejdříve teče jako horský potok severozápadním směrem mezi hřbety Jałowce a Lachow Groń hlubokým údolím. Později se stáčí jihovýchodním směrem a protéká obcí Koszarawa. V obci Przyborów mění směr  na severovýchod, protéká obcemi Mutne, Pewel Mała a Świnna. Uprostřed města Żywiec v nadmořské výšce 344 m n. m. se vlévá do řeky Soły. Šířka koryta u ústí do řeky Śoly je více než dvacet metrů.
Koszarawa protéká územími gmin Koszarawa, Jeleśnia, Świnna a Żywiec. Z geografického hlediska koryto a povodí řeky se nachází ve třech mezoregionech. Od pramenů až po ústí potoka Przybyłka je to Beskid Makowski (Przedbabiogórské pásmo), od ústí potoka Przybyłka je to západní část Pawelského pásma. Řeka tvoří hranici mezi Beskidem Makowským a Beskidem Żywieckým a po opuštění hor vtéká do Żivecké kotliny. Povodí řeky Koszarawy zaujímá 18,2 % plochy povodí řeky Śoly a na něm se nachází Żywiecký přírodní park a šest přírodních rezervací: Gawroniec, Grapa, Pięć Kopców, Pilsko, Pod Rysianką a Romanka a další přírodní památky. V řece žijí pstruzi, lipani, jelci, oukleje a další.

## Přítoky
Největšími přítoky jsou:
- z pravé strany: Pewlica

- z levé strany: Bystra,  Krzyżówka, Sopotnia (s 12 m vysokým vodopádem).